# Bror Wideland
Bror Gustaf Wideland, född 26 augusti 1891 i Töcksmarks församling, Värmlands län, död 1965, var en svensk geofysiker och geodet.
Wideland, som var son till av lantbrukare Albert Andersson och Stina Andersson, avlade studentexamen i Örebro 1910 samt blev filosofie kandidat 1917, filosofie licentiat 1937 och filosofie doktor 1943, allt i Uppsala. Han företog studieresor till Norge 1935 och till Finland 1939 och 1941. Han var amanuens i Riksförsäkringsanstalten 1919–1921, blev geodetaspirant i Rikets allmänna kartverk 1921, statsgeodet 1922 och utnämndes till att efterträda Bengt Aurell som observator 1949.